# Zamostec
Zamostec je naselje u slovenskoj Općini Sodražici. Zamostec se nalazi u pokrajini Dolenjskoj i statističkoj regiji Jugoistočnoj Sloveniji. 

## Stanovništvo
Prema popisu stanovništva iz 2002. godine naselje je imalo 209 stanovnika.